# Гражданский совет
Гражданский совет (ГС) — политическое объединение российских эмигрантов, объявившее во время вторжения России на Украину в 2022 году набор добровольцев в ряды национальных подразделений в составе вооружённых сил Украины (ВСУ): сперва Русского добровольческого корпуса, а затем Сибирского батальона. Совет обеспечивает добровольцев экипировкой и разрешением на въезд на территорию Украины.
Координатор Гражданского совета Денис Соколов назвал его «политической площадкой, обеспечивающей представительство и согласование интересов разных групп, воюющих за освобождение Украины, а потом и территорий Российской Федерации».

## История
Гражданский совет учреждён в Варшаве, 2 ноября 2022 года они заявили о себе публично, когда была достигнута договорённость с украинским командованием о наборе добровольцев в РДК. На тот момент это было единственное структурно развитое подразделение, куда было возможно набирать людей. 
Координатор «Гражданского совета» Денис Соколов раньше работал в России социальным антропологом, специализировался на регионах Северного Кавказа, сотрудничал с российскими научными учреждениями, а позже — с международными исследовательскими командами.
Секретарь Совета Анастасия Сергеева ранее в Польше руководила фондом «За свободную Россию».
Ответственный секретарь Татьяна Косинова — сооснователь петербургского филиала «Мемориала». Автор книги «Польский миф. Польша глазами советских диссидентов». С сентября 2022 года проживает в Польше.
В Совет, по словам Соколова, также входят бывшие региональные политики и активисты, политтехнологи, бизнесмены – уехавшие из России в основном ещё до начала войны. Организация, по его словам, финансируется за счет краудфандинга (частные пожертвования) и помощи доноров, чьи имена не раскрываются.
По словам Анастасии Сергеевой, был длительный процесс, когда образовалась группа лидеров из разных регионов России. Ставя в пример полк Калиновского, было решено проводить набор средств и россиян, желающих более эффективно бороться с путинским режимом, как в ряды ВСУ, так и готовя профессионалов для групп сопротивления внутри России. По словам координатора Дениса Соколова, на первую попытку присоединиться к ВСУ в начале марта 2022 года их объединение получило отказ. Ушло несколько месяцев на согласование регламента рекрутирования. Большую роль сыграл Иса Акаев, который с 2014 года возглавлял батальон «Крым».
22 мая 2023 года ГС объявил о сотрудничестве с левыми. После этого состоявший в совете с октября 2022 года РДК объявил о своём выходе из совета.
В ноябре 2023 года Минюст внёс организацию в перечень нежелательных организаций на территории РФ.

### Набор добровольцев
Анастасия Сергеева назвала РДК единственным подразделением граждан России в ВСУ, в отличие от легиона «Свобода России», который «по сей день окутан флёром тайны», несмотря на заявления о его существовании.
Продолжая набор в РДК, Гражданский совет приступил к формированию «Сибирского батальона» (в него войдут жители Сибири, Дальнего Востока и другие россияне, по идеологическим соображениям не пожелавшие присоединиться к РДК, имеющему флёр ультраправых идей и взглядов) и уральских подразделений. Командиром батальона назначен уроженец Якутии Владислав Аммосов, бывший офицер российской армии.
О своём решении стать одним из добровольцев заявил гражданский активист Ильдар Дадин. По его словам, Гражданский совет стал единственной организацией, готовой оказать ему помощь в зачислении на службу в ВСУ.
За первый год своей деятельности ГС смог привезти в Украину около сотни добровольцев.

## Критика
Анастасия Сергеева в ответ обвинения в работе на ФСБ ответила, что уже много раз её обвиняли также и в работе на ЦРУ. Денис Соколов на прямые параллели с войсками Власова не оскорбился: 
Сейчас есть узурпация власти... Поэтому мы считаем себя в праве воевать против этого режима. Это они совершили государственную измену, а не мы.